# خزنة تبه
خزنة تبه هي بلدة العراقية بمحافظة نينوى ناحية برطلة، ضمن قضاء الحمدانية ، يقطن فيها الشبك و نسبة من التركمان.

## المستوى المعيشي لسكان البلدة
سكان البلدة في السابق كانو يعتمدون على الزراعة ولكن بعد توسع العمراني أصبحت الزراعة محدودة حيث اعتمد السكان على النقل و الشاحنات والكثير منهم لديه عمل خاص به. نسبة الفقر فيها تجاوز 55% نظرا لعدم وجود عمل وكثرة البطالة

## تاريخ خزنة تبة القديم
تأسّست خزنة تبة في عام 1950 وكانت مركز سكني للشبك. خزنة تبة مابعد 2003 تعرضت قرية خزنة تبه للاعمال الارهابية، حيث استهدفت بسيارتين مفخختين في عام 2009 وصنفت باعنف الهجمات الارهابية في العراق عام 2009. اعتبرت قرية منكوبة بعد تفجير شاحنتين محملاتان بالحصى في وسط القرية  ، و خلف ذلك أكثر من 25 شهيد و جرح اكثر من 75 شخص.